# Konrad Łuszczewski
Konrad Łuszczewski h. Pierzchała (Roch III) (ur. 26 listopada 1876 w Jeżówce, zm. 22 września 1937 we Lwowie) – polski działacz gospodarczy, poseł na Sejm I kadencji w II RP.

Herb Roch III

## Życiorys
Urodził się w rodzinie Bronisława Łuszczewskiego h. Pierzchała (1843–1895) i Zofii hr. Skarbek h. Awdaniec (1847–1897). Ukończył gimnazjum w Warszawie, Szkołę Rolniczą w Czernichowie k. Krakowa oraz Akademię Rolniczą w Wiedniu. W latach 1911–1919 pełnił funkcję dyrektora banku ziemiańskiego (Związku Ziemian), później pracował jako naczelny administrator dóbr Brody. W latach 1922–1927 sprawował mandat poselski z ramienia Stronnictwa Chrześcijańsko-Narodowego. Od 1927 był wiceprezesem Oddziału Lwowskiego Małopolskiego Towarzystwa Rolniczego. 
Był żonaty z Antoniną Marią z hr. Dzieduszyckich h. Sas (1874–1940), córką Wojciecha, znanego polityka galicyjskiego, i Seweryny z hr. Dzieduszyckich. 

## Ordery i odznaczenia
- Krzyż Komandorski Orderu Odrodzenia Polski (27 listopada 1929)[5]
- Złoty Krzyż Zasługi (1 września 1930)[4]